# François Bracci
François Bracci   (Beinheim, 31 d'octubre de 1951 - Alèst, 28 de desembre de 2023) va ser un futbolista i entrenador francès. Va formar part de la selecció de França a la Copa del Món de 1978.